# Neumühle (Weihenzell)
Neumühle (fränkisch: Naimil) ist ein Gemeindeteil der Gemeinde Weihenzell im Landkreis Ansbach (Mittelfranken, Bayern). Neumühle liegt in der Gemarkung Weihenzell.

## Geografie
Die Siedlung liegt am Wernsbach, der mit dem Zellbach (links) zur Rippach zusammenfließt. Die Kreisstraße AN 10 führt nach Weihenzell (0,6 km östlich) bzw. nach Wernsbach (1,8 km westlich). Die Kreisstraße AN 9 führt nach Zellrüglingen (0,8 km nördlich) bzw. am Schmalnbachshof vorbei nach Grüb (2,5 km südlich).

## Geschichte
Neumühle wurde 1410 als „de molendino Schonranfft prope Weihenzell“ erstmals urkundlich erwähnt. Der Name leitet sich vom Besitzer Hans Schönranft ab, der 1420 auch explizit genannt wird. In den Jahren 1732, 1739 und 1751 heißt die Einöde „Knoblauchsmühl“ alternativ auch „Neumühl“, ab 1809 amtlich nur noch „Neumühl“. Die Bezeichnung Knoblauchsmühl dürfte sich vom Knoblauchanbau ableiten, der in dieser Gegend eher selten war.
Gegen Ende des 18. Jahrhunderts gehörte die Neumühle zur Realgemeinde Weihenzell. Sie hatte das brandenburg-ansbachische Hofkastenamt Ansbach als Grundherrn. Unter der preußischen Verwaltung (1792–1806) des Fürstentums Ansbach erhielt die Neumühle bei der Vergabe der Hausnummern die Nr. 35 und 36 des Ortes Weihenzell. Von 1797 bis 1808 unterstand der Ort dem Justiz- und Kammeramt Ansbach.
Im Rahmen des Gemeindeedikts wurde Neumühle dem 1808 gebildeten Steuerdistrikt Weihenzell und der 1811 gegründeten Ruralgemeinde Weihenzell zugeordnet. Ab der zweiten Hälfte des 20. Jahrhunderts wurde die Neumühle zu einer Siedlung erweitert, die mittlerweile mit Weihenzell eine geschlossene Siedlung bildet.

### Baudenkmal
- Haus Nr. 1: zweigeschossiger Bau, verputztes Fachwerk, frühes 18. Jahrhundert; Scheune, Fachwerkgiebel, 18. Jahrhundert[12]

### Einwohnerentwicklung
| Jahr      | 001818 | 001840 | 001861 | 001871 | 001885 | 001900 | 001925 | 001950 | 001961 | 001970 | 001987 | 001999 | 002011 | 002017 |
| Einwohner | 6      | 13     | *      | 10     | 11     | 13     | 9      | 18     | 58     | 85     | 149    | 225    | 379    | 434    |
| Häuser    | 2      | 2      |        |        | 2      | 2      | 2      | 2      | 8      |        | 43     |        |        |        |
| Quelle    | [ 14 ] | [ 15 ] | [ 16 ] | [ 17 ] | [ 18 ] | [ 19 ] | [ 20 ] | [ 21 ] | [ 22 ] | [ 23 ] | [ 24 ] | [ 25 ] |        | [ 1 ]  |

## Religion
Der Ort ist seit der Reformation evangelisch-lutherisch geprägt und bis heute nach St. Jakob (Weihenzell) gepfarrt. Die Einwohner römisch-katholischer Konfession waren zunächst nach St. Ludwig (Ansbach) gepfarrt, seit 1970 ist die Pfarrei Christ König (Ansbach) zuständig.